# Adrien Pélissié

a Compétitions nationales et continentales officielles uniquement.

b Matchs officiels uniquement.
Dernière mise à jour le 27 août 2023.
Adrien Pélissié, né le 7 août 1990 à Septfonds (Tarn-et-Garonne), est un joueur international français de rugby à XV évoluant au poste de talonneur au sein du CA Brive en Pro D2.

## Biographie
De 2013 à 2017, il joue en Pro D2 avec le Stade aurillacois. En 2017, il s'engage auprès de l'Union Bordeaux Bègles. Il suit ainsi son entraîneur à Aurillac, Jeremy Davidson, nommé entraîneur des avants de Bordeaux Bègles.
En novembre 2017, il est sélectionné avec les Barbarians français et titularisé au talonnage pour affronter les Māori All Blacks au Stade Chaban-Delmas de Bordeaux. Les Baa-Baas parviennent à s'imposer 19 à 15.
Pour le Tournoi des Six Nations 2018, le nouveau sélectionneur, Jacques Brunel, n'est autre que son ancien entraîneur de club. Après le forfait de Camille Chat, il est appelé pour intégrer le groupe France. Il est préféré à son concurrent en club, Clément Maynadier, sélectionné sous l'ère Guy Novès. Il honore sa première cape internationale en équipe de France le 3 février 2018 contre l'Irlande lors de ce tournoi. Il joue les cinq matchs de la France dans cette compétition.
A l'orée de la saison 2018-2019, il est intégré à la liste XV de France de 40 joueurs et participe au premier stage de développement du 5 au 12 juillet 2018 au CNR de Marcoussis,.
En novembre 2018, il est de nouveau sélectionné et titularisé avec les Barbarians français pour affronter les Tonga au Stade Chaban-Delmas de Bordeaux. Les Baa-Baas s'inclinent 38 à 49 face aux tongiens.
En octobre 2019, il signe un contrat en faveur de l'ASM Clermont Auvergne à partir de la saison 2020-2021.
En juin 2022, il participe à la tournée des Barbarians français aux États-Unis pour affronter la sélection américaine le 1er juillet 2022 à Houston. Les Baa-baas s'inclinent 26 à 21.
Le 13 décembre 2022, il est annoncé au CA Brive pour la saison 2023-2024. Le mois suivant, il se blesse gravement au ligament croisé antérieur d'un genou, mettant un terme à sa saison. 
Courant juin 2023, il est annoncé officiellement qu'il rejoint le club du CA Brive évoluant en Pro D2 à partir de la saison 2023-2024. Le 7 décembre 2023, lors de la 13e journée contre Colomiers Rugby, il est pris en porte-à-faux lors d'un plaquage et est blessé au genou gauche,.

## Statistiques

### Internationales
Adrien Pélissié compte sept sélections en équipe de France. Il a pris part à une édition du Tournoi des Six Nations en 2018.
| Année | Compétition | Matchs | Points | Essais |
| ----- | ----------- | ------ | ------ | ------ |
| 2018  | Six Nations | 5      | -      | -      |
| 2018  | Test matchs | 2      | -      | -      |
| Total | Total       | 7      | 0      | 0      |

## Palmarès

### En club
Néant

### En sélection nationale

#### Tournoi des Six Nations
| Édition          | Rang | Résultats France | Résultats Pélissié | Matchs Pélissié |
| ---------------- | ---- | ---------------- | ------------------ | --------------- |
| Six Nations 2018 | 4    | 2 v, 0 n, 3 d    | 2 v, 0 n, 3 d      | 5/5             |